# Símbolos de León (Guanajuato)
El escudo de León es el símbolo heráldico que representa a León, Guanajuato.
El actual escudo que se utiliza fue creado a finales del siglo XX y no guarda ninguna formalidad legal, ya que no existe reglamentación referente a su carácter oficial o a su norma de uso; sin embargo ha sido aceptado por la ciudadanía debido a su empleo reiterado por parte de las administraciones municipales en turno y es considerado parte de la identidad del leonés.
El escudo de León se blasona en los siguientes términos:

El escudo de León es cuartelado, rectangular con los ángulos inferiores redondeados con un cuarto de círculo (una media parte), y la punta está formada por la unión de dos cuartos de círculo de la misma proporción.

En el primer cuartel, de gules o rojo, la silueta de San Sebastián Mártir en el proceso de su martirio; Patrono de la ciudad. 
En el segundo, de plata, un león rampante, de gules o rojo, linguado, uñado y coronado de oro; representando el Reino de León.
En el tercero, de rojo o gules, Un escudo partido en mantel: en las dos partes de suso dos castillos de oro en campo de gules y en lo bajo un león rojo en campo de plata; representando el escudo del Virrey Martin Enríquez de Almansa, fundador de la villa de León.
En el cuarto, de azur o azul, un panal de oro con tres abejas puestas una y dos; representando la laboriosidad de los leoneses.
El escudo descansa sobre un fondo de hojas de acanto de oro.
Al timbre, una corona mural de oro, de cinco torres, representando la villa al momento de su fundación.

En la parte baja, una cinta de plata, cargada de letras negras que citan "El trabajo todo lo vence"

Como símbolo institucional es empleado por el Gobierno y las dependencias y direcciones municipales derivadas. La Presidencia Municipal, los cuerpos de policía y seguridad publica, y las direcciones centralizadas y descentralizadas utilizan el mismo escudo.
Aunque no hay una regulación oficial, el escudo forma parte importante y primordial de la identidad y permanencia de las y los leoneses, mismos que lo ubican y aceptan como su escudo y lema.

### Historia
La ciudad de León de los Aldama no cuenta con un escudo de armas, pues nunca le fue conferido por la Corona Española durante la Colonia. El actual emblema que se utiliza como escudo fue creado a finales del siglo XX, y es una modificación de anteriores emblemas; aunque sus contenidos simbólicos reflejan la historia de la ciudad y son un factor de identidad ciudadana.
En los tiempos del reino de la Nueva España, el Cronista y Rey de Armas era el funcionario encargado de asignar legítimamente los escudos de armas a las poblaciones que nacieran o fueran elevadas a la categoría de ciudad. En su fundación, León fue designada Villa, pues no alcanzó el requisito de 100 vecinos como mínimo para llevar el título de ciudad; según mandato virreinal de don Martín Enríquez de Almansa expedido el 12 de diciembre de 1575. Es por esta razón que la Corona Española nunca confirió un Escudo de Armas a la ciudad de León de los Aldama.
El 2 de junio de 1830 el Congreso del recién creado estado de Guanajuato elevó a la categoría de ciudad a la población en cuestión, dándole el título de León de los Aldama. No obstante lo anterior, y debido a que alcanzó el rango de ciudad ya lograda la independencia, tampoco obtuvo un Escudo de Armas, pues ya no existían tales prerrogativas.
El actual emblema que se utiliza como escudo fue creado a finales del siglo XX y no guarda ninguna formalidad legal, ya que no existe reglamentación referente a su carácter oficial o a su norma de uso; sin embargo ha sido aceptado por la ciudadanía debido a su empleo reiterado por parte de las administraciones municipales en turno.
Fue en 1972, durante la administración del alcalde Arturo Valdés Sánchez que se comenzó a utilizar el actual emblema, el cual es una modificación del diseño creado por el señor Ignacio García Fernández a finales de la década de 1930.

## Elementos y cuarteles del escudo
|                                                             |
| Primer cuartel. San Sebastián Mártir, Patrono de la Ciudad. |

|                                           |
| Segundo cuartel. armas del Reino de León. |

|                                                          |
| Tercer cuartel. Escudo de Martin de Enríquez de Almansa. |

|                                                                                    |
| Cuarto cuartel. Panal con tres abejas, símbolo de la laboriosidad de los leoneses. |

|                                          |
| Lema que lee "El trabajo todo lo vence". |

|                                |
| Timbre, Corona mural de Villa. |

|                                 |
| Fondo de hojas de acanto de oro |

## Bandera
León es primer municipio guanajuatense en adoptar oficialmente una bandera municipal. 
La bandera es un lienzo verde obscuro que tiene justo al centro el escudo municipal, la versión gubernamental y reconocida por el ayuntamiento de  bandera, es un campo verde con un borde en oro, el escudo del municipio al centro de la bandera con el lema EL TRABAJO TODO LO VENCE y en la parte inferior, dice Municipio de León, Gto.